# Харьковщенко, Игорь Александрович
Игорь Александрович Харьковщенко (укр. Ігор Олександрович Харковщенко, 17 января 1967, Одесса, УССР) — советский и украинский футболист, защитник, впоследствии — тренер.

## Карьера игрока
Воспитанник футбольной школы одесского «Черноморца». Первые тренеры — Матвей Черкасский и И. Иваненко. В 1983 году начал карьеру в резервной команде «Черноморца». В 1985 году перешёл в одесский СКА, цвета которого защищал на протяжении 8 лет. В начале 1993 года усилил состав хмельницкого клуба «Норд АМ Подолье». Во время зимнего перерыва сезона 1993/94 годов стал игроком ровенского «Вереса», который выступал в элите украинского футбола. Сезон 1995/96 годов провёл в черновицкой «Буковине». Летом 1996 года получил приглашение от днепропетровского «Днепра». Под руководством Вячеслава Грозного был капитаном команды.
В начале 1998 года уехал в Россию, где в течение полугода играл в клубе «Газовик-Газпром» (Ижевск). Летом 1998 года переехал в Болгарию, где под руководством Вячеслава Грозного защищал цвета клуба «Левски». Харьковщенко начинал свои выступления в команде как игрок основного состава, но сыграв 3 матча в группе «А» остальное время лечил свои травмы. В 1999 году перешёл к извечному врагу «голубых», софийскому ЦСКА. Таким образом защитник стал первым легионером, который успел сыграть в составе обеих столичных грандов болгарского футбола. В составе «армейцев» украинец не смог закрепиться и разочаровавши тренерский штаб покинул команду. После ухода из софийского ЦСКА некоторое время выступал в «Ботеве» (Враца). В 2000 году выступал в липецком «Металлурге». Во время зимнего перерыва сезона 2000/01 годов перешёл в тираспольский «Шериф». После года выступлений в Молдове вернулся в Украину, где выступал в одесских любительских командах «Ласуня», ИРИК, «Сигнал» и «Иван». В 2005 году завершил карьеру игрока.

## Карьера тренера
По завершении карьеры игрока начал тренерскую деятельность. Сначала помогал Вячеславу Грозному тренировать киевский «Арсенал», запорожский «Металлург» и грозненский «Терек». В 2007—2008 годах работал в тренерском штабе южносахалинського «Сахалина». С января 2010 года работал в должности ассистента главного тренера овидиопольского «Днестра». С 2013 по 2016 год работал ассистентом главного тренера в ужгородской «Говерле».
В 2018 году возглавил ужгородский «Минай», который начал выступления во второй лиге Украины. В августе 2018 года после матча против «Вереса» отличился эмоциональным сексистским высказыванием о главном арбитре встречи Кристине Козорог: «Если женщина не разбирается в футболе, ей надо рожать детей. Рожать детей, а не судить матчи». ФК «Минай» осудил слова тренера, а также оштрафовал его.
2 мая 2019 года подал в отставку с должности главного тренера, а руководство в свою очередь решило это удовлетворить.

## Достижения

### В качестве игрока
- Чемпионат Молдавии
  - Чемпион (2): 2000/01, 2001/02 (1-я ч. с.)

- Кубок Молдавии
  - Обладатель (1): 2000/01

- Кубок Украины
  - Финалист (1): 1996/97

- Чемпионат Украины (Первая лига)
  - Серебряный призёр (1): 1995/96

- Чемпионат УССР
  - Бронзовый призёр (1): 1988